# Ти, я і він (фільм, 2017)
«Ти, я і він» (англ. You, Me and Him) — британська романтична кінокомедія 2017 року, знята сценаристкою і режисеркою Дейзі Ейткенс. Пілотна назва фільму була «Риба без велосипедів» (Fish Without Bicycles).
Фільм зосереджується на стосунках між лесбійською парою Олівією (Люсі Панч) та Алекс (Фей Марсі) та їхнім жіночним сусідом Джоном (Девід Теннант).

## Сюжет
Дія відбувається в Англії. Олівія — кар'єристична юристка, їй за 40, вона відчуває, що готова створити сім'ю, але Алекс, набагато молодша художниця, залишається невпевненою. Коли Олівія розповідає, що вона вже почала лікування безпліддя та інсемінацію, у пари виникає суперечка. Алекс зустрічається з Джоном і прокидається в його ліжку. Коли дві жінки дізнаються, що кожна з них вагітна, стосунки трьох людей вступають у складну та незвідану територію.

## Акторський склад
| Актор         | Роль         |
| ------------- | ------------ |
| Люсі Панч     | Олівія       |
| Фей Марсі     | Алекс        |
| Девід Теннант | Джон         |
| Джемма Джонс  | Сью Міллер   |
| Девід Ворнер  | Майкл Міллер |
| Сара Періш    | місіс Джонс  |
| Саллі Філіпс  | Емі          |
| Саймон Берд   | Бен Міллер   |
| Ніна Сосаня   | доктор Паркс |